# Flughafen Abu Simbel

i7
i11
i13
Abu Simbel Airport  ist ein Flughafen in Abu Simbel, Ägypten.

## Fluggesellschaften und Flugziele
- Air Memphis (Assuan)
- Egypt Air (Assuan, Kairo)

Am 11. Juni 2010 flog mit der Hamburg International erstmals eine Fluggesellschaft mit einem direkten Flug von Deutschland (Hamburg) aus diesen Flughafen an.